# Võ Văn Kiệt
Vo Van Kiet, Võ Văn Kiệt (Trung Hiep, 23 de noviembre de 1922 - Singapur, 11 de junio de 2008), fue un político vietnamita y primer ministro de Vietnam (1988 y 1991-1997).

## Biografía

### Primeros años y educación
Nació en el poblado de Trung Hiep, el 23 de noviembre de 1922. Su primera esposa y sus dos hijos fueron asesinados por una bomba del ejército estadounidense durante la guerra de Vietnam.

### Carrera política
Fue admitido en el Partido Comunista de Indochina en 1939. Se unió al Movimiento Juvenil Antiimperialista y tomó parte en la insurrección de Nam Kỳ (Cochinchina) en el distrito de Vũng Liêm.
Primer ministro de Vietnam desde el 8 de agosto de 1991 hasta el 25 de septiembre de 1997.
También actuó como tal del 10 de marzo de 1988 al 22 de junio del mismo año.
Falleció el 11 de junio de 2008 en una clínica de Singapur, a los 85 años, a causa de una neumonía aguda, indicaron fuentes oficiales.
| Predecesor: Phạm Hùng | Primer ministro de la República Socialista de Vietnam (interino) 1988 | Sucesor: Đỗ Mười       |
| Predecesor: Đỗ Mười   | Primer ministro de la República Socialista de Vietnam 1991 - 1997     | Sucesor: Phan Văn Khải |